# Pilosella annae-vetterae
Pilosella annae-vetterae là một loài thực vật có hoa trong họ Cúc. Loài này được (Zahn) Soják miêu tả khoa học đầu tiên năm 1982.